# Nová Galicie
Nová Galicie (španělsky Nueva Galicia nebo El Nuevo Reino de Galicia) byl název území na západě Mexika, které bylo od 16. do 19. století součástí místokrálovství Nové Španělsko. Hlavním městem byla Guadalajara.
Oblast dobyl pro Španělské impérium roku 1531 Nuño Beltrán de Guzmán a založil hlavní město, které nazval podle svého rodiště Guadalajary. Královna Isabela Portugalská nařídila, aby se území pojmenovalo podle španělského kraje Galicie. Roku 1548 byla v Gudalajaře zřízena autonomní audiencie a město se také stalo sídlem diecéze. Až do konce 16. století probíhaly v regionu boje španělských kolonizátorů proti domorodým Caxcánům a Čičimékům. V té době také začala těžba stříbra, díky níž se Nová Galicie stala jednou z nejbohatších částí místokrálovství. Území bylo rozděleno na tři provincie: Nová Galicie, Zacatecas a Culiacán, po správní reformě roku 1786 byly vytvořeny intendance Nová Galicie a Zacatecas. V roce 1821 se oblast stala součástí nezávislého Mexika a v roce 1824 zde vznikly federální státy Aguascalientes, Colima, Jalisco, Nayarit a Zacatecas.